# Hudson Bay (Saskatchewan)
Hudson Bay (offiziell Town of Hudson Bay) ist eine Gemeinde im südwestlichen Zentrum der kanadischen Provinz Saskatchewan. Die Gemeinde ist eine „urban municipality“ mit dem Status einer Kleinstadt (englisch Town) und verfügt, wie alle „urban municipalities“ in der Provinz, über eine eigenständige Verwaltung.
Hudson Bay ist ein Einkaufs-, Dienstleistungs- sowie Verwaltungszentrum für die umliegende, von Land- und Forstwirtschaft geprägte, Region. In der Gemeinde ist außerdem ein Flag Stop für den von VIA Rail betriebenen und auf der Strecke von Winnipeg über The Pas nach Churchill verkehrenden Fernzug, welcher ehemals den Namen Hudson Bay führte, möglich.

## Lage
Hudson Bay liegt nördlich des Ufers des Red Deer River, unweit der Einmündung des Etomami River in diesen. Die umgebende Region ist Teil der als Aspen Parkland bezeichneten kanadischen Ökoregion. Die Gemeinde ist umgeben von der Rural Municipality of Hudson Bay No. 394, dessen Verwaltungssitz sich in der Kleinstadt befindet. Hudson Bay liegt etwa 45 Kilometer Luftlinie westlich der Grenze zur benachbarten Provinz Manitoba und nordwestlich der Ausläufer der Porcupine Hills.
Die Kleinstadt liegt an der Kreuzung des in Ost-West-Richtung verlaufenden Saskatchewan Highway 3 mit dem in Nord-Süd-Richtung verlaufenden Saskatchewan Highway 9. Nächstgrößere Städte sind das etwa 230 Kilometer Luftlinie westlich gelegene Prince Albert und das etwa 300 Kilometer Luftlinie westlich gelegene Saskatoon.
Hudson Bay ist einer der Ausgangspunkte für Besucher des südöstlich liegenden Porcupine Hills Provincial Park, dem jüngsten der Provincial Parks in Saskatchewan.

## Geschichte
Ursprünglich Siedlungs- und Jagdgebiet verschiedener Völker der First Nations, geht die europäisch geprägte Besiedlung der Region zurück auf einen Handelsposten, den die Hudson’s Bay Company im Jahr 1757 etwa 12 Kilometer östlich der heutigen Gemeinde am Red Deer River errichtete. 1790 folgte, an der südlich der heutigen Gemeinde gelegenen Einmündung des Etomami, ein Handelsposten einer US-amerikanischen Gesellschaft. Der Name des Flusses Etomami war dann auch der Name, unter dem 1907 die zwischenzeitlich an heutigen Ort entstandene Ansiedlung als Dorf offiziell anerkannt wurde. Im Jahr 1926 wurde hier das erste „Post Office“ eröffnet. 1909 wurde der Name der Gemeinde nach dem hier entstandenen Haltepunkt der Canadian Northern Railway in „Hudson Bay Junction“ geändert. 1946 war das Dorf soweit angewachsen, dass die Gemeinde den Status einer Kleinstadt erhielt (Incorporated as a town). Im folgenden Jahr wurde dann der Teil „Junction“ aus dem Ortsnamen gestrichen.

## Demografie
Die Gemeinde wird im Rahmen verschiedener Auswertungen der regelmäßigen Volkszählungen zur Saskatchewan Census Division No. 14 gerechnet. Im Rahmen der Volkszählung ergab der Census 2021 für die Gemeinde selber eine Bevölkerungszahl von 1403 Einwohnern, nachdem der Zensus im Jahr 2016 für die Gemeinde noch eine Bevölkerungszahl von 1436 Einwohnern ergeben hatte. Die Bevölkerung hat damit im letzten Zensuszeitraum von 2016 bis 2021 entgegen dem Trend in der Provinz um 2,3 % abgenommen, während der Provinzdurchschnitt bei einer Bevölkerungszunahme von 3,1 % lag. Da der Zensus im Jahr 2011 für die Stadt eine Bevölkerungszahl von 1477 Einwohnern ergeben hatte, nahm die Bevölkerung damit bereits im Zensuszeitraum von 2011 bis 2016 deutlich um 7,1 % ab, während der Provinzdurchschnitt bei einer Bevölkerungszunahme von 6,3 % lag. Auch im Zensuszeitraum von 2006 bis 2011 hatte die Einwohnerzahl in der Gemeinde schon deutlich gegen Provinzdurchschnitt um 10,3 % abgenommen, während die Gesamtbevölkerung in der Provinz um 6,7 % zunahm.

## Söhne und Töchter der Stadt
- Grant Jennings (* 1965), Eishockeyspieler
- Trent Yawney (* 1965), Eishockeyspieler und -trainer